# 美形
美形（びけい）とは、バランスの整い美しい印象を受ける形のことである。人間に対して使う場合、年齢を問わずに容貌全体が美しい男性・女性・子供など性別年齢を問わずに様々な人に使用される。
現代風にいえば、容貌や容姿だけではなく印象が男女共に中性的な美しさや性別を超えた美しさ及び端正さを持つ人間に対して使われやすい傾向にある。
ただ、時代や地域、宗教など、環境によって基準が異なるため、ひとつの物について美形であるということが、何時どこでも通用するということはない。
人間以外では、イヌやネコなどの身近な動物や、昆虫、植物、農作物、魚類（主に食用）、陶磁器、衣類などさまざまな場面で使用されることがある。

## 各種コンテスト
最も美形である物を決定する大会・コンテスト。

### 人物
- 美形役者・子役
- 美形男子・女子
- 美形パーツモデル
- 美形ファッションモデル

### 生物
- 美形陶磁器
- 美形桜・藤
- 美形看板建築
- 美形鮎
- 美形オオクワガタ